# Korytów A (gromada)
Korytów A (także Korytów „A” lub Korytów) – dawna gromada, czyli najmniejsza jednostka podziału terytorialnego Polskiej Rzeczypospolitej Ludowej w latach 1954–1972.
Gromady, z gromadzkimi radami narodowymi (GRN) jako organami władzy najniższego stopnia na wsi, funkcjonowały od reformy reorganizującej administrację wiejską przeprowadzonej jesienią 1954 do momentu ich zniesienia z dniem 1 stycznia 1973, tym samym wypierając organizację gminną w latach 1954–1972.
Gromadę Korytów „A” z siedzibą GRN we Korytowie „A” (zapis litery A z użyciem cudzysłowu) utworzono – jako jedną z 8759 gromad na obszarze Polski – w powiecie grodziskomazowieckim w woj. warszawskim, na mocy uchwały nr VI/10/4/54 WRN w Warszawie z dnia 5 października 1954. W skład jednostki weszły obszary dotychczasowych gromad Chroboty, Korytów, Korytów „A”, Podlasie i Zazdrość oraz miejscowość Nowy Dwór z dotychczasowej gromady Wręcza ze zniesionej gminy Radziejowice, a także obszar dotychczasowej gromady Benenard ze zniesionej gminy Żyrardów-Wiskitki, w tymże powiecie. Dla gromady ustalono 11 członków gromadzkiej rady narodowej.
1 stycznia 1959 z gromady Korytów A wyłączono część obszaru byłego majątku OZR Ruda Guzowska o powierzchni około 80 ha, włączając ją do miasta Żyrardów (powiat miejski) w tymże województwie.
31 grudnia 1959 do gromady Korytów A przyłączono obszar zniesionej gromady Wręcza w tymże powiecie (bez wsi Grabce Józefpolskie, Grabce Towarzystwo, Lublinów, Wólka Wręcka, Morków, Świnice, Czekaj, Długowizna i Grabce Wręckie).
1 stycznia 1969 do gromady Korytów A włączono wsie Bieganów i Mariampol ze zniesionej gromady Międzyborów oraz obszar leśny o powierzchni 195 ha z gromady Wiskitki w tymże powiecie.
Gromada przetrwała do końca 1972 roku, czyli do kolejnej reformy gminnej.